# اندیس آنومالی شاه قلعه
آنومالی شاه قلعه یک اندیس فلزی است که در حوالی شهر باینجوب استان کردستان قرار دارد و مادهٔ معدنی موجود در آن، طلا است.سنگ میزبان این اندیس ولکانوکلاستیک های اسیدی، گرانیت، کلریت شیست است  در این اندیس، پاراژنز‌های پیریت، هماتیت، مگنتیت، اپیدوت، لوکوکسن، لیمونیت یافت می‌شوند.